# Ruisseau de Montsembosc
Le ruisseau de Montsembosc est une rivière du sud de la France qui parcourt les départements de Tarn-et-Garonne et de Lot-et-Garonne en régions Occitanie et Nouvelle-Aquitaine c'est un affluent de la Petite Séoune donc un sous-affluent de la Garonne par la Séoune.

## Géographie
De 15,1 km de longueur, le ruisseau de Montsembosc prend sa source dans le département de Tarn-et-Garonne commune de Montaigu-de-Quercy, près du lieu-dit Montsembosc, et se jette dans la Petite Séoune en Lot-et-Garonne commune de Beauville

## Départements et communes traversés
- Tarn-et-Garonne : Montaigu-de-Quercy, Lacour.
- Lot-et-Garonne : Blaymont, Beauville.

## Principaux affluents
- Ruisseau de la Fontaine de Bioule : 2,4 km
- Ruisseau d'Aurignac : 6,9 km
- Ruisseau de Saint-Julien : 4,9 km